# Malyginův průliv
Malyginův průliv (rusky Пролив Малыгина) je průliv v Karském moři, který odděluje Bílý ostrov od poloostrova Jamal.
Délka průlivu je 63 km, v nejužším místě je široký 9 km, v nejširším 27 km. Průliv je mělký, největší naměřená hloubka dosáhla 19 m. Pobřeží průlivu je nízké, převládá tam písčito-jílovitá půda. Pobřežní vegetaci tvoří tundra. Po většinu roku je úžina zamrzlá.
V západní části průlivu se nachází Ostrovojův ostrov, ve východní části průlivu ostrovy Tabngo a Ťubcjango. Do průlivu se vlévá několik řek, z největších to jsou Ngarka-Mongatajacha, Sidjanianggevojacha a Jachadjacha. V severní části úžiny se nachází zátoka Paga.
Průliv byl objeven v roce 1737 během tzv. Velké severní expedice polární expedicí vedenou Stěpanem Malyginem, který na své koči jako první tímto průlivem proplul a objevil tak mořskou cestu z moře do Obského zálivu. Současné jméno průlivu poprvé použil švédský polárník Adolf Erik Nordenskjöld, který úžinou proplul během švédské polární expedice v letech 1878–1879.
Průliv se nachází ve vodní oblasti Jamalo-něneckého autonomního okruhu.